# Walter Wimmel
Walter Wimmel (* 27. September 1922 in Krofdorf-Gleiberg; † 10. April 2016 in Marburg) war ein deutscher klassischer Philologe.

## Leben und wissenschaftliches Wirken
Walter Wimmel, der Sohn des Gymnasialprofessors Wilhelm Wimmel, besuchte die Gymnasien zu Mosbach, Mannheim und Lahr/Schwarzwald und wurde nach der Reifeprüfung im Mai 1941 zur Wehrmacht eingezogen. Nach Kriegsdienst und Gefangenschaft begann er im Wintersemester 1945/46 an der Universität Freiburg ein Studium der Klassischen Philologie und Philosophie. 1948/1949 verbrachte er zwei Semester an der Universität Basel (bei Peter von der Mühll, Karl Jaspers und Harald Fuchs). Nach seiner Rückkehr wurde er am 6. Juni 1950 mit der Dissertation Beobachtungen zur frühen augusteischen Dichtung promoviert, die Karl Büchner angeregt hatte.
Nach seiner Habilitation wurde Wimmel 1957 als Universitätsdozent in Freiburg angestellt. Seine Habilitationsschrift erschien 1960 unter dem Titel Kallimachos in Rom: Die Nachfolge seines apologetischen Dichtens in der Augusteerzeit und prägt den Blick auf die antike, insbesondere die augusteische römische Literatur in ihrem Verhältnis und ihrer Abhängigkeit zur griechischen bis heute. 1962 wurde Wimmel zum außerplanmäßigen Professor ernannt. Schon 1963 wechselte er an die Philipps-Universität Marburg, wo er eine ordentliche Professur für Klassische Philologie erhielt. Hier lehrte er bis zu seiner Emeritierung.
Walter Wimmel war hauptsächlich Latinist. Schwerpunkt seiner Forschungen war die römische Dichtung der augusteischen Zeit. Er veröffentlichte zahlreiche Monographien und Aufsätze, die sich mit Gattungs-, Kompositions-, Motiv- und Quellenfragen der Dichter Tibull, Vergil, Horaz u. a. beschäftigen.
Zu seinem 65. Geburtstag erschien ein Band mit ausgewählten Aufsätzen Wimmels (1987), zu seinem 75. Geburtstag wurde eine thematische Festschrift mit Beiträgen, die Walter Wimmel zugeeignet sind, herausgegeben (1998). Eine weitere Festschrift, die die Beiträge einer akademischen Festveranstaltung aus Anlass von Wimmels 90. Geburtstags dokumentiert und ein vollständiges Verzeichnis seiner Schriften enthält, erschien schließlich im Jahr 2013.

## Schriften

### Herausgaben
- Walter Wimmel (Hrsg.): Forschungen zur römischen Literatur. Festschrift zum 60. Geburtstag von Karl Büchner. Wiesbaden 1970.

### Monographien
- Beobachtungen zur frühen augusteischen Dichtung. Freiburg 1950 (Diss.)
- Kallimachos in Rom. Die Nachfolge seines apologetischen Dichtens in der Augusteerzeit. Freiburg 1957 (Habil.), Wiesbaden 1960 (Hermes Einzelschriften Bd. 16).
- Zur Form der horazischen Diatribensatire. Frankfurt am Main 1962.
- Der frühe Tibull. München 1968 (Studia et Testimonia Antiqua. Bd. 6).
- Zur Frage Vergils dichterischer Technik in der Aeneismitte. Der Beginn der Feindseligkeiten in Latium. Marburg 1969.
- „Hirtenkrieg“ und arkadisches Rom. Reduktionsmedien in Vergils Aeneis. Marburg 1973 (Abhandlungen der Marburger Gelehrten Gesellschaft. Bd. 7).
- Die technische Seite von Caesars Unternehmen gegen Avaricum (B.G. 7,13 ff.). Wiesbaden 1974 (Abhandlungen der geistes- und sozialwissenschaftlichen Klasse der Akademie der Wissenschaften und Literatur Mainz. Bd. 9/1973).
- Der Philologe Karl Büchner. Versuch einer Würdigung aus Anlaß seines fünfundsechzigsten Geburtstags (mit einem Verzeichnis der wissenschaftlichen Veröffentlichungen Karl Büchners). Marburg 1975.
- Tibull und Delia. Erster Teil. Tibulls Elegie 1,1. Wiesbaden 1976 (Hermes Einzelschriften. Bd. 37).
- Die Kultur holt uns ein. Die Bedeutung der Textualität für das geschichtliche Werden. Würzburg 1981.
- Der tragische Dichter L. Varius Rufus. Zur Frage seines Augusteertums. Wiesbaden 1981 (Abhandlungen der geistes- und sozialwissenschaftlichen Klasse der Akademie der Wissenschaften und Literatur Mainz. Bd. 5/1981).
- Tibull und Delia. Zweiter Teil, Tibulls Elegie 1,2. Wiesbaden 1983 (Hermes Einzelschriften. Bd. 47).
- Die Bacchus-Ode C. 3,25 des Horaz. Stuttgart 1993 (Abhandlungen der geistes- und sozialwissenschaftlichen Klasse der Akademie der Wissenschaften und Literatur Mainz. Bd. 11/1993).
- Sprachliche Ambiguität bei Horaz. Marburg 1994 (Abhandlungen der Marburger Gelehrten Gesellschaft. Bd. 24).

### Aufsatzsammlungen und Festschriften
- Klaus Kubusch (Hrsg.): Walter Wimmel. Collectanea. Augusteertum und späte Republik. Wiesbaden 1987.
- Anna Elissa Radke (Hrsg.): Candide Iudex. Beiträge zur augusteischen Dichtung. Festschrift für Walter Wimmel zum 75. Geburtstag. Stuttgart 1998.
- Boris Dunsch / Felix M. Prokoph (Hrsgg.): Am langen Seil des Altertums. Beiträge aus Anlass des 90. Geburtstags von Walter Wimmel. Heidelberg 2013.